# 다무라 유키아키
다무라 유키아키(田村通顕, 1850년 7월 16일 ~ 1867년 7월 19일)는 이치노세키번의 9대 번주이자, 센다이번 13대 번주 다테 요시쿠니의 양자이다. 양자가 된 이후로는 다테 노부무라(伊達庸村)로 개명했다가 다시 다테 모치무라(伊達茂村)로 개명하였다. 어릴적 이름은 이와지로(磐二郎)이다. 관위는 종4위하, 시종(侍従)이다.
8대 번주 다무라 구니미치의 장남으로 이치노세키에서 태어났다. 1857년, 아버지가 죽자 그 뒤를 이어 번주가 되었다. 1863년 음력 10월, 센다이번주 다테 요시쿠니의 양자로 들어가게 되면서 이치노세키번의 번주 자리에서 물러나, 양자인 다무라 구니요시에게 자리를 물려주었다. 하지만 1867년, 에도에서 18세의 나이로 양아버지보다도 먼저 세상을 떠났다.
| 전임 다무라 구니미치 | 제9대 이치노세키번 번주 1857년 ~ 1863년 | 후임 다무라 구니요시 |